# Ginástica artística nos Jogos Olímpicos de Verão de 2008 - Individual geral masculino
A final do individual geral masculino da ginástica artística nos Jogos Olímpicos de Verão de 2008 foi realizada no Estádio Nacional Indoor de Pequim, em 14 de agosto.

## Medalhistas
| Ouro   | CHN Yang Wei        |
| Prata  | JPN Kohei Uchimura  |
| Bronze | FRA Benoît Caranobe |

## Atletas classificados
| Pos. | Ginasta                 | Pontos | Nota |
| ---- | ----------------------- | ------ | ---- |
| 1    | CHN Yang Wei            | 93,875 | Q    |
| 2    | GER Fabian Hambüchen    | 92,425 | Q    |
| 3    | KOR Kim Dae-Eun         | 92,400 | Q    |
| 4    | JPN Kohei Uchimura      | 92,050 | Q    |
| 5    | JPN Koki Sakamoto       | 91,950 | Q    |
| 6    | RUS Sergey Khorokhordin | 91,800 | Q    |
| 7    | USA Jonathan Horton     | 91,650 | Q    |
| 8    | CHN Chen Yibing         | 91,600 | Q    |
| 9    | FRA Benoit Caranobe     | 90,925 | Q    |
| 10   | ESP Rafael Martínez     | 90,800 | Q    |
| 11   | BLR Dmitry Savitski     | 90,650 | Q    |
| 12   | PUR Luis Rivera Rivera  | 90,600 | Q    |
| 13   | RUS Maxim Devyatovskiy  | 90,350 | Q    |
| 14   | VEN José Luis Fuentes   | 90,325 | Q    |
| 15   | USA Jonathan Horton     | 91,650 | Q    |
| 16   | KOR Kim Soom-Yun        | 89,900 | Q    |
| 17   | USA Alexander Artemev   | 91,650 | Q    |
| 18   | CAN Nathan Gafuik       | 89,725 | Q    |
| 19   | KOR Yang Tae-Young      | 89,300 | Q    |
| 20   | UZB Anton Fokin         | 89,275 | Q    |
| 21   | CAN Adam Wong           | 89,125 | Q    |
| 22   | GBR Daniel Keatings     | 88,950 | Q    |
| 23   | ITA Enrico Pozzo        | 88,675 | Q    |
| 24   | FRA Thomas Bouhail      | 88,550 | Q    |
| ...  |                         |        |      |
| 29   | ISR Alexander Shatilov  | 87.800 | R    |
| 31   | ITA Matteo Morandi      | 87.575 | R    |
| 32   | ROU Daniel Popescu      | 87.300 | R    |

- Q - qualificado para a final
- R - reserva

## Final
| Pos.              | Ginasta                          | Solo   | Cavalo com alças | Argolas | Salto sobre a mesa | Barras paralelas | Barra fixa | Total  |
| ----------------- | -------------------------------- | ------ | ---------------- | ------- | ------------------ | ---------------- | ---------- | ------ |
| Medalha de ouro   | CHN Yang Wei                     | 15.250 | 15.275           | 16.625  | 16.550             | 16.100           | 14.775     | 94.575 |
| Medalha de prata  | JPN Kohei Uchimura               | 15.825 | 13.275           | 15.200  | 16.300             | 15.975           | 15.400     | 91.975 |
| Medalha de bronze | FRA Benoît Caranobe              | 15.350 | 14.875           | 15.175  | 16.600             | 15.050           | 14.875     | 91.925 |
| 4                 | JPN Hiroyuki Tomita              | 15.100 | 15.425           | 13.850  | 16.200             | 16.000           | 15.675     | 91.750 |
| 5                 | RUS Sergey Khorokhordin          | 15.150 | 15.100           | 15.400  | 15.300             | 15.700           | 15.050     | 91.700 |
| 6                 | RUS Maxim Devyatovskiy           | 15.225 | 15.200           | 15.625  | 15.225             | 15.325           | 15.100     | 91.700 |
| 7                 | GER Fabian Hambüchen             | 15.625 | 14.375           | 15.025  | 15.975             | 15.275           | 15.400     | 91.675 |
| 8                 | KOR Yang Tae Young               | 15.225 | 14.300           | 14.900  | 16.075             | 16.350           | 14.750     | 91.600 |
| 9                 | USA Jonathan Horton              | 15.600 | 13.675           | 15.575  | 16.100             | 15.275           | 15.350     | 91.575 |
| 10                | ESP Rafael Martínez              | 15.450 | 15.000           | 14.375  | 15.575             | 15.525           | 15.575     | 91.500 |
| 11                | KOR Kim Dae-eun                  | 15.225 | 13.650           | 15.400  | 15.625             | 16.000           | 14.875     | 90.775 |
| 12                | USA Alexander Artemev            | 14.625 | 15.525           | 14.275  | 15.975             | 15.200           | 15.075     | 90.675 |
| 13                | GER Philipp Boy                  | 15.075 | 14.875           | 14.825  | 15.400             | 15.050           | 15.450     | 90.675 |
| 14                | PUR Luis Rivera Rivera           | 15.250 | 15.025           | 15.225  | 16.025             | 14.375           | 14.275     | 90.175 |
| 15                | CAN Adam Wong                    | 14.325 | 14.550           | 15.050  | 15.700             | 15.350           | 14.825     | 89.800 |
| 16                | UZB Anton Fokin                  | 14.525 | 15.150           | 14.700  | 15.575             | 16.125           | 13.675     | 89.750 |
| 17                | CAN Nathan Gafuik                | 15.325 | 13.475           | 14.375  | 16.175             | 15.275           | 15.000     | 89.625 |
| 18                | ROU Flavius Koczi                | 14.900 | 15.425           | 14.550  | 16.450             | 13.525           | 14.725     | 89.575 |
| 19                | ITA Enrico Pozzo                 | 15.250 | 14.625           | 13.850  | 15.600             | 14.600           | 15.450     | 89.375 |
| 20                | GBR Daniel Keatings              | 14.850 | 15.700           | 14.000  | 15.800             | 14.425           | 14.225     | 89.000 |
| 21                | FRA Thomas Bouhail               | 15.200 | 13.400           | 13.650  | 15.850             | 14.425           | 14.475     | 87.000 |
| 22                | VEN Jose Luis Fuentes Bustamante | 14.175 | 13.650           | 13.900  | 15.250             | 15.175           | 14.150     | 86.300 |
| 23                | BLR Dmitry Savitski              | 13.725 | 13.750           | 15.300  | 15.900             | 13.400           | 10.100     | 82.175 |
| 24                | CHN Chen Yibing                  |        | 13.750           | 16.650  | 15.900             | 14.950           | 12.975     | 74.225 |